# Сейсмічність Естонії
Територія Естонії — характеризується відносно слабкою сейсмічністю.

## Загальна характеристика
Естонія розташована на східному узбережжі Балтійського моря, на відносно рівній північно-західній частині Східноєвропейської платформи. Територія країни зазнає висхідних рухів зі швидкістю 1,5 м в сторіччя, внаслідок чого води поблизу узбережжя міліють, з'являються нові острови, які з часом поєднуються з материком. Території Естонії належить до сейсмічно неактивних 2—3-бальних (за шкалою Ріхтера) областей Землі. Проте в її межах відомі й відособлені сильно відчутні (за шкалою інтенсивності МSK-64) землетруси магнітудою понад 4 бали (за шкалою Ріхтера).

## Землетруси у минулі століття
З 1970 року в Естонії сталося принаймні 49 землетрусів магнітудою понад 4 бали (за шкалою Ріхтера), що дозволяє припустити, що більш потужні землетруси такої сили відбуваються нечасто, ймовірно, в середньому приблизно кожні 1—5 років.
26 квітня 1993 року, о 10:46 (GMT), в Естонії стався сильно відчутний (за шкалою інтенсивності МSK-64) землетрус магнітудою 4,8 бала (за шкалою Ріхтера). Епіцентр землетрусу був за 21 км на захід від міста Нарви в повіті Іда-Вірумаа. Глибина залягання гіпоцентру землетрусу становила 12,1 км.
1 вересня 1993 року, о 13:16 (GMT), в Естонії стався сильно відчутний (за шкалою інтенсивності МSK-64) землетрус магнітудою 4,8 бала (за шкалою Ріхтера). Це був найпотужніший землетрус, що стався в Естонії за більш ніж 100 років (з 1900 року).

## Землетруси XXI століття

### 2000
24 серпня, о 22:15 GMT, поблизу узбережжя Естонії в Балтійському морі стався сильно відчутний (за шкалою інтенсивності МSK-64) землетрус магнітудою 4,1 бала (за шкалою Ріхтера). Епіцентр землетрусу був за 61 км на північний захід від міста Кярдла. Глибину залягання гіпоцентру землетрусу визначити не вдалося, але вона була невеликою.

### 2016
27 липня, о 18:15 за місцевим часом (Europe/Tallinn GMT+3), на півдні Естонії стався відчутний (за шкалою інтенсивності МSK-64) землетрус магнітудою 3,9 бала (за шкалою Ріхтера). Епіцентр землетрусу був за 60 км на північ від міста Тарту, гіпоцентр землетрусу залягав на глибині менше ніж 1 км.

### 2017
17 травня, об 11:45 за місцевим часом (Europe/Tallinn GMT+3), у Фінській затоці поблизу естонського острова Наїссаар стався (за шкалою інтенсивності МSK-64) землетрус магнітудою 3,2 бала (за шкалою Ріхтера). Глибину залягання гіпоцентру землетрусу визначити не вдалося, але вона була невеликою.